# Scytalina cerdale
Scytalina cerdale, es una especie de pez actinopeterigio marino, la única del género monotípico Scytalina que a su vez es el único de la familia Scytalinidae.

## Morfología
Cuerpo pequeño, alargado y comprimido, con ojos pequeños situados en lo alto de la cabeza con una longitud máxima descrita de 15 cm, El nombre genérico Scytalina es un diminutivo del griego para "víbora", en alusión a la apariencia de serpiente de la cabeza: ancha, con las mejillas ampliadas y un cuello distinto, y dos caninos fuertes en las mandíbulas superiores e inferiores. Aletas dorsal y anal soportadas por espinas numerosas delgadas y flexibles sin radios blandos, con las espinas enterradas profundamente en la piel, vejiga natatoria ausente, color del cuerpo marrón rosado con moteado violáceo, naranja rojizo de la aleta caudal rojizo.

## Biología
Extremadamente ágil y cuando se altera rápidamente escapa por madrigueras en el sustrato. Rara vez se observa o se recoge a pesar de que se producen en algunas ubicaciones en concentraciones densas, y probablemente son más a menudo vistos por los buscadores de almejas. Habita en superficie y demersal en madrigueras en grava suelta y arena o entre las conchas rotas en el fondo. No puede utilizar la zona intermareal para fines reproductivos.

## Distribución y hábitat
Se distribuye por la costa de América del Norte en el noreste del océano Pacífico, desde el mar de Bering en Alaska al norte hasta el centro de California (Estados Unidos) al sur.